# Druga burska vojna
Druga burska vojna je bila vojna med Združenim kraljestvom na eni in dvema neodvisnima južnoafriškima republikama, Oranje-Vrystaat in Transvaalom, na drugi strani. Trajala je od 11. oktobra 1899 do 31. maja 1902 in se končala z zmago Britancev ter integracijo Južne Afrike v Britanski imperij.
Vojno so leta 1899 sprožile številne krivice. Buri pod Krugerjevim vodstvom so nasprotovali imperialistični politiki Josepha Chamberlaina. Bali so se, da bo zaradi nje Transvaal izgubil samostojnost. Razmere so se še poslabšale, ko so Britanci odvzeli politični pravice uitlanderjem, precej pa je bilo krivo tudi napadalno vedenje britanskega visokega komisarja lorda Alfreda Milnerja. Za Združeno kraljestvo je bil nadvse pomemben nadzor nad randskim nahajališčem zlata.
Leta 1896 sta Transvaal in Svobodna država Oranje sklenila vojaško zvezo. Buri, ki jih je oboroževala Nemčija, niso zbrali več kot 88.000 mož, vendar so bili v prvih spopadih močnejši od Britancev. Preobrat v drugi burski vojni je pomenilo neuspešno obleganje mesta Mafeking (danes Mafikeng) , ki ga je vodil general Piet Cronje, mesto pa je (od oktobra 1899 do maja 1900) s peščico vojakov ter s pomočjo civilistov ubranil Baden-Powell.
Leta 1900 je britanska vojska v Južno Afriko poslala okrepitve pod poveljstvom Kitchenerja in Robertsa. Kitchener je pri bojevanju uporabljal taktiko požgane zemlje, s katero je sistematično uničeval kmetije ter prebivalstvo pošiljal v koncentracijska taborišča. Leta 1901 je bila podana mirovna pobuda, vendar so bili pogoji, med katerimi je bila tudi izguba burske samostojnosti, sprejeti šele leta 1902, s podpisom premirja v Vereenigingu.